# Hauville
 Hauville  là một xã thuộc tỉnh Eure trong vùng Normandie miền bắc nước Pháp.

### Huy hiệu
| Arms of Hauville | The arms of Hauville are blazoned: Azure, a windmill argent masoned sable, chaussé argent semy of apples gules. |